# Заповедники (посёлок)
Заповедники — посёлок в Полесском районе Калининградской области.

## География
Находится в северной части Калининградской области на расстоянии приблизительно 11 км на восток по прямой от административного центра района города Полесск.

## История
Населённый пункт назывался ранее Лукнойен (до 1938 года), Нойенроде (до 1946 года). В составе Полесского района с 2008 по 2016 год входил в состав Саранского сельского поселения.

## Население
Численность населения: 32 человека (русские 72 %) в 2002 году, 25 в 2010.